# Gabriel Zwilling
Gabriel Zwilling (eller Gabriel Didymus), född 1487 i Annaberg i Böhmen, död den 1 maj 1558 i Torgau, var en tysk teolog och reformator, en av Luthers tidigaste medhjälpare.
Zwilling kom 1512 till Wittenberg, där han, såsom tillhörande augustinorden, var en av Luthers klosterkamrater. Till denne slöt han sig från början med stor iver. Under Luthers frånvaro på Wartburg, 1521–1522, lät han sig emellertid fullständigt ryckas med i Karlstadts strävanden, uppträdde vid dennes sida med yttersta häftighet mot privatmässorna, tillbedjandet av hostian, bruket av bilder, liksom mot skolbildning och så vidare, och var över huvud en av ledarna under dessa tumultuariska dagar. Efter Luthers återkomst böjde han sig emellertid genast för dennes auktoritet, om än även senare hans oroliga sinne gav Luther mycket att skaffa, och fick på Luthers rekommendation 1522 anställning som predikant i Altenburg, men tvangs snart att avgå från denna befattning. År 1523 blev han predikant, senare kyrkoherde och slutligen superintendent i Torgau. Till följd av sitt motstånd mot Leipzig-interim avsattes han 1549 av Morits av Sachsen.